# Jabučno
Jabučno este un sat din comuna Bijelo Polje, Muntenegru. Conform datelor de la recensământul din 2003, localitatea are 104 locuitori (la recensământul din 1991 erau 91 de locuitori).

## Demografie
În satul Jabučno locuiesc 79 de persoane adulte, iar vârsta medie a populației este de 40,8 de ani (38,2 la bărbați și 43,3 la femei). În localitate sunt 36 de gospodării, iar numărul mediu de membri în gospodărie este de 2,89.
Populația localității este foarte eterogenă.
|  |

| Demografie | Demografie | Demografie |
| An         | Locuitori  | Locuitori  |
| ---------- | ---------- | ---------- |
|            |            |            |
|            |            |            |
|            |            |            |
|            |            |            |
| 1948       | 203        |            |
| 1953       | 259        |            |
| 1961       | 207        |            |
| 1971       | 194        |            |
| 1981       | 138        |            |
| 1991       | 91         | 90         |
| 2003       | 104        | 104        |

| \| Componența etnică conform recensământului din 2003[2] \| Componența etnică conform recensământului din 2003[2] \| Componența etnică conform recensământului din 2003[2] \| Componența etnică conform recensământului din 2003[2] \| Componența etnică conform recensământului din 2003[2] \| \| ----------------------------------------------------- \| ----------------------------------------------------- \| ----------------------------------------------------- \| ----------------------------------------------------- \| ----------------------------------------------------- \| \| \| \| \| \| \| \| Sârbi \| Sârbi \| \| 60 \| 57,69% \| \| Muntenegreni \| Muntenegreni \| \| 43 \| 41,34% \| \| necunoscută \| necunoscută \| \| 0 \| 0% \| |              |  |    |        |
| Componența etnică conform recensământului din 2003 |              |  |    |        |
| |              |  |    |        |
| Sârbi | Sârbi        |  | 60 | 57,69% |
| Muntenegreni | Muntenegreni |  | 43 | 41,34% |
| necunoscută | necunoscută  |  | 0  | 0%     |